# Argo (nome)
Argo  è un nome proprio di persona italiano maschile.

## Varianti in altre lingue
- Greco antico: Άργος (Άrgos)[3][4]
- Latino: Argus[3][4]
- Inglese: Argus

## Origine e diffusione

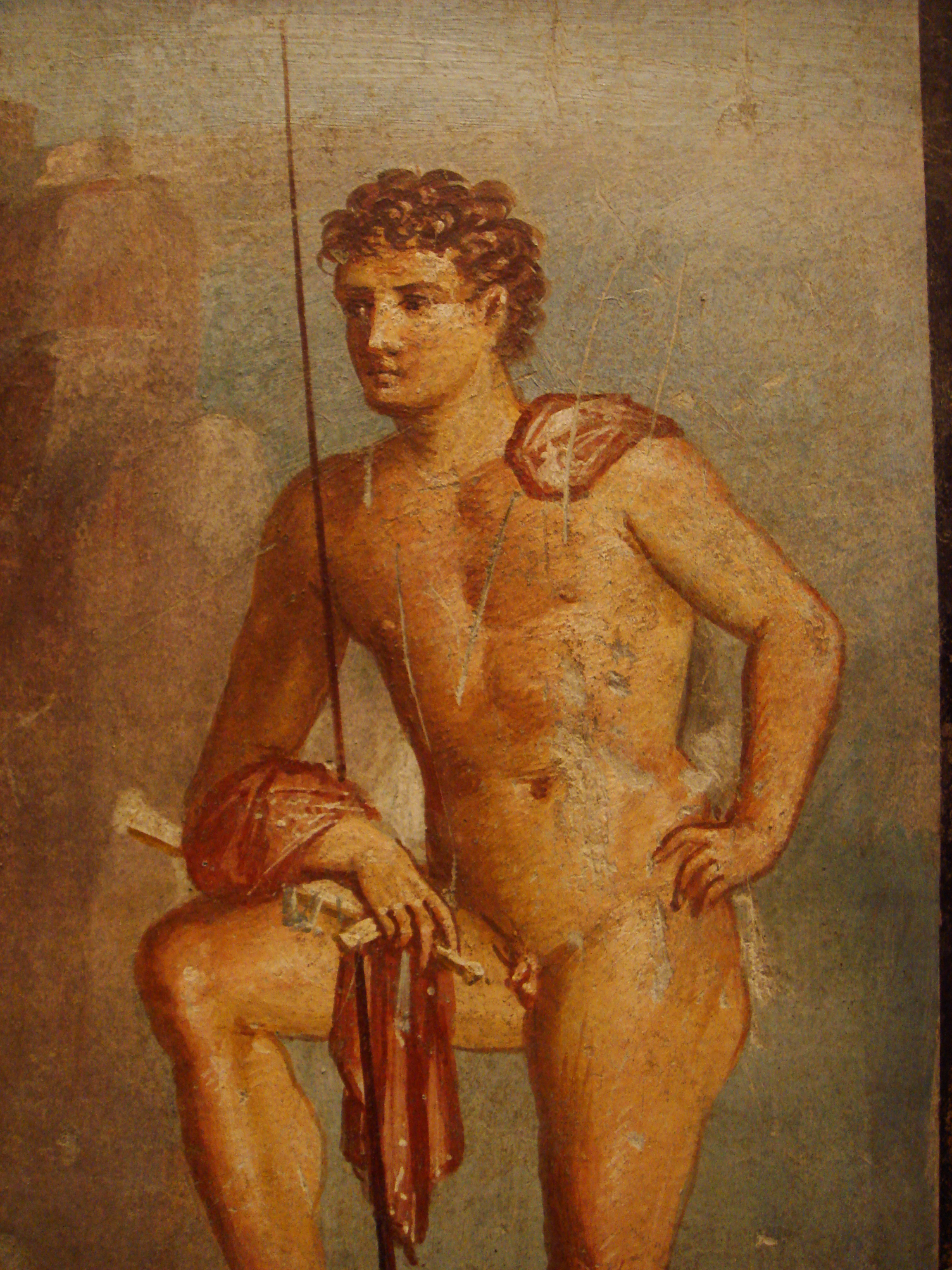
Argo Panoptes in un affresco romano a Pompei antica

Riprende il nome greco Άργος (Άrgos), passato in latino come Argus; si tratta, plausibilmente, di una ripresa diretta dell'aggettivo greco άργος (argos), che vuol dire "bianco", "lucente", "splendente", "luccicante" ma anche "veloce". È etimologicamente correlato al nome Argia, e affine per significato ai nomi Braulio, Fozio, Fulgenzio e Svetlana nel primo caso, e Boaz, Eolo, Cono e Wiebe nel secondo.
È un nome di tradizione classica, frequente nella mitologia greca: venne portato in particolare da Argo Panoptes, il gigante dai cento occhi, ma anche da Argo, il cane di Ulisse, morto di felicità per aver rivisto il proprio padrone dopo tanti anni, e da Argo di Tespi, il costruttore della nave Argo da cui presero il nome gli argonauti.
Nonostante queste figure, la diffusione del nome, almeno in Italia, è scarsissima; le poche occorrenze sono sparse al Nord e al Centro, specie in Toscana ed Emilia-Romagna.

## Onomastico
Il nome Argo è adespota, non essendo portato da alcun santo patrono; l'onomastico ricade quindi il 1º novembre, giorno di Ognissanti.

## Persone
- Argo Aadli, attore estone
- Argo Secondari, politico, anarchico e antifascista italiano

## Il nome nelle arti
- Argos è un personaggio della serie animata Grande Mazinga.
- Argus Gazza è un personaggio della serie di romanzi e film Harry Potter, creata da J. K. Rowling.